# Aloïs Catteau
Aloïs Catteau (Tourcoing, 11 augustus 1877 – Menen, 1 november 1939) was een Belgisch professioneel wielrenner van 1901 tot 1911.

## Resultaten in voornaamste wedstrijden
| Jaar | Ronde van Italië | Ronde van Frankrijk | Ronde van Spanje |
| ---- | ---------------- | ------------------- | ---------------- |
| 1903 |                  | 10e                 |                  |
| 1904 |                  | ↑                   |                  |
| 1905 |                  | 11e                 |                  |
| 1906 |                  | 6e                  |                  |
| 1907 |                  | 9e                  |                  |
| 1908 |                  | 21e                 |                  |
| 1910 |                  |                     |                  |
| 1911 |                  | opgave              |                  |

| Jaar | Parijs-Roubaix | Parijs-Brussel |
| ---- | -------------- | -------------- |
| 1903 | 13e            |                |
| 1904 | 6e             |                |
| 1905 | 7e             |                |
| 1906 |                |                |
| 1907 |                |                |
| 1908 |                | 8e             |
| 1910 |                | 18e            |
| 1911 |                |                |